# AGATA (組織)
AGATA（英語：Lithuanian Neighboring Rights Association）是立陶宛的非營利表演權組織，成立於1999年，於2011年成為該國負責向演員、作曲家、製片人等表演藝術人士收取費用的指定機構，AGATA也是國際唱片業協會的成員。
自2018年9月起，AGATA開始於每周發布立陶宛最受歡迎的專輯和單曲前100名排行榜，統計資料主要透過Spotify、Deezer、Apple Music、Shazam或iTunes等音樂串流平台的數據得出。

## 唱片認證
AGATA於2023年開始向立陶宛國內符合條件的專輯、單曲唱片進行認證，唱片認證基於等價單位的串流次數、數位下載和實體銷售，專輯與單曲認證標準為金2,500,000、白金4,000,000、鑽石6,000,000。

## 外部連結
- 官方网站